# Gornji Lipovac (Brus)
Gornji Lipovac (em cirílico: Горњи Липовац) é uma vila da Sérvia localizada no município de Brus, pertencente ao distrito de Rasina. A sua população era de 59 habitantes segundo o censo de 2011.

## Demografia
| 1948 | 1953 | 1961 | 1971 | 1981 | 1991 | 2002 | 2011 |
| ---- | ---- | ---- | ---- | ---- | ---- | ---- | ---- |
| 330  | 321  | 288  | 220  | 171  | 127  | 90   | 59   |